# Nepalesische Badmintonmeisterschaft 1985
Die Nepalesische Badmintonmeisterschaft 1985 fand Anfang April 1985 statt. Es war die 21. Auflage der nationalen Titelkämpfe von Nepal im Badminton.

## Medaillengewinner
| Disziplin    | Gold                              | Silber                           | Bronze                         |
| ------------ | --------------------------------- | -------------------------------- | ------------------------------ |
| Herreneinzel | Prakash Dhoj Rana                 | Ramjee Shrestha                  | Pratap Adhikari                |
| Herreneinzel | Prakash Dhoj Rana                 | Ramjee Shrestha                  | Naresh Singh                   |
| Dameneinzel  | Binda Shimkada                    | Kalpana Shah                     | Shanti Manandhar               |
| Dameneinzel  | Binda Shimkada                    | Kalpana Shah                     | Chaya Shrestha                 |
| Herrendoppel | Prakash Dhoj Rana Ramjee Shrestha | Naresh Singh Pratap Adhikari     | Bal Shanker Sujaya Lama        |
| Herrendoppel | Prakash Dhoj Rana Ramjee Shrestha | Naresh Singh Pratap Adhikari     | Suman Adhikari Lava Srestha    |
| Damendoppel  | Binda Shimkada Chaya Shrestha     | Kalpana Shah Shanti Manandhar    | Subha Srestha Rajani Joshi     |
| Damendoppel  | Binda Shimkada Chaya Shrestha     | Kalpana Shah Shanti Manandhar    | Pratima Rawal Babi Rawal       |
| Mixed        | Prakash Dhoj Rana Kalpana Shah    | Pratap Adhikari Shanti Manandhar | Uttam Shimkhada Binda Shimkada |
| Mixed        | Prakash Dhoj Rana Kalpana Shah    | Pratap Adhikari Shanti Manandhar | Suman Adhikari Chaya Shrestha  |